# Circuito Mundial de Voleibol de Praia de 2024
O Circuito Mundial de Voleibol de Praia de 2024 será uma série de competições internacionais organizadas pela Federação Internacional de Voleibol (FIVB), atualmente  evento chamado de "Volleyball World Beach Pro Tour" (Circuito Mundial Pró Vôlei de Praia), terceira edição com esta nomenclatura, objetivando continuar a trazer ação esportiva de classe mundial para multidões em locais novos, familiares e icônicos em quatro continentes. Com a corrida olímpica a partir de fevereiro, a Olimpíada de Paris 2024 em julho e o Finals de Doha em dezembro. 
O pontapé inicial ocorrerá no evento Future em Mollymook (Austrália) em 28 de fevereiro, já no evento Elite 16 em Doha a partir de 5 de março e no Challenge (Desafio) de Recife em 21 de março. Entre as novas etapas do circuito mundial, a Volleyball World  anunciou uma série de novas etapas no calendário para 2024, a primeira metade da temporada de 2024, até 10 de junho, continuará a oferecer pontos valiosos para a corrida para os Jogos Olímpicos de Paris 2024  e o Elite 16 em Ostrava será o último evento a contar para o ranking olímpico, ao final, serão conhecidas as 17 duplas de cada gênero qualificadas. A cidade de Natal receberá o evento Elite 16, e como mencionado antes, Recife receberá o Challenge, primeira competição de nível mundial  que receberá desde 1996, Guadalajara pela primeira vez receberá o Challenge, e este evento também ocorrerá no distrito de Stare Jabłonki que sediou vários Abertos e Grand Slams entre 2004 a 2014, e também o Campeonato Mundial de 2013, retornando ao certame.Já nos Futures estão previstos: Battipaglia (Itália), Sveti Vlas (Bulgária), Spiez (Suíça), Pirae (Taiti), Genebra (Suíça), Cracóvia (Polônia), Negombo (Sri Lanka) e outros locais icônicos.O Finals foi anunciado para ocorrer em Doha entre 5 e 8 de dezembro, no Aspire Park..

## Cronograma
Eventos
| Finais do Circuito Mundial (FIVB World Tour Finals) |
| Torneio Elite 16                                    |
| Torneio Challenge                                   |
| Torneio Future                                      |

### Masculino
| Torneio                                                                                         | Ouro                                            | Placar                              | Prata                                             | Bronze                                            | Placar                              | Quarto lugar                                      |
| Future de Mollymook Mollymook, Austrália De 27 de fevereiro a 3 de março de 2024.               | AustráliaMark Nicolaidis · Izac Carracher       | 2x0 Relatório (21–18, 21–15)        | AustráliaPaul Burnett · Jack Pearse               | Estados UnidosJordan Hoppe · James Shaw           | 2x1 Relatório (21–17, 16–21, 15–10) | TailândiaBanlue Nakprakhong · Wachirawit Muadpha  |
| Doha Elite 16 Doha, Catar De 5 a 9 de de março de 2024                                          | Países BaixosStefan Boermans · Yorick de Groot  | 2x0 Relatório (21–11, 21–10)        | SuéciaDavid Åhman · Jonatan Hellvig               | NoruegaAnders Mol · Christian Sørum               | 2x0 Relatório (21–18, 21–19)        | AlemanhaNils Ehlers · Clemens Wickler             |
| Future de Mount Maunganui Mount Maunganui, Nova Zelândia De 6 a 9 de março de 2024              | Estados UnidosJordan Hoppe · James Shaw         | 2x1 Relatório (18–21, 21–9, 15–9)   | AustráliaBen Hood · D'Artagnan Potts              | Estados UnidosCody Caldwell · Jake Urrutia        | 2x0 Relatório (21–19, 21–18)        | Nova ZelândiaThomas Reid · John McManaway         |
| Future de Coolangatta Coolangatta, Austrália De 19 a 24 de março de 2024                        | CanadáJake MacNeil · Alexander Russell          | 2x0 Relatório (21–19, 21–14)        | AustráliaPaul Burnett · Jack Pearse               | Nova ZelândiaThomas Reid · John McManaway         | 2x0 Relatório (21–0, 21–0)          | TailândiaNetitorn Muneekul · Wachirawit Muadpha   |
| Challenge de Recife Recife, Brasil De 21 a 24 de março de 2024                                  | BrasilEvandro Gonçalves · Arthur Lanci          | 2x0 Relatório (21–15, 21–18)        | CubaNoslen Díaz · Jorge Alayo                     | InglaterraJavier Bello · Joaquin Bello            | 2x1 Relatório (26–24, 15–21, 15–13) | Estados UnidosMiles Evans · Chase Budinger        |
| Challenge de Saquarema Saquarema, Brasil De 28 a 31 de março de 2024                            | BrasilGeorge Wanderley · André Stein            | 2x1 Relatório (21–18, 17–21, 19–17) | CubaNoslen Díaz · Jorge Alayo                     | FrançaRémi Bassereau · Julien Lyneel              | 2x1 Relatório (21–15, 16–21, 15–12) | ÁustriaMartin Ermacora · Philipp Waller           |
| Future de Pirae Pirae, Taiti De 3 a 6 de abril de 2024                                          | Nova ZelândiaThomas Reid · John McManaway       | 2x0 Relatório (21–18, 21–18)        | JapãoTakumi Takahashi · Jumpei Ikeda              | UcrâniaIvan Datsiuk · Ivan Likhatskyi             | 2x0 Relatório (21–18, 21–16)        | NoruegaHåvard Solheim · Oscar Majak               |
| Challenge de Guadalajara Guadalajara, México De 10 a 14 de abril de 2024                        | Estados UnidosTrevor Crabb · Theodore Brunner   | 2x1 Relatório (12–21, 21–19, 15–12) | AlemanhaLukas Pfretzschner · Sven Winter          | BrasilEvandro Gonçalves · Arthur Lanci            | 2x0 Relatório (21–13, 21–17)        | CubaNoslen Díaz · Jorge Alayo                     |
| Future de Nuvali Santa Rosa (Laguna), Filipinas De 10 a 14 de abril de 2024                     | ChéquiaKryštof Jan Oliva · Václav Kůrka         | 2x1 Relatório (16–21, 21–16, 15–13) | FilipinasJames Buytrago · Rancel Varga            | LetôniaToms Emīls Liepa · Ernests Puškundzis      | 2x0 Relatório (22–20, 21–10)        | TurquiaHasan Hüseyin Mermer · Sacit Kurt          |
| Tepic Elite 16 Tepic, México De 16 a 21 de abril de 2024                                        | SuéciaDavid Åhman · Jonatan Hellvig             | 2x1 Relatório (21–17, 19–21, 15–10) | BrasilGeorge Wanderley · André Stein              | CubaNoslen Díaz · Jorge Alayo                     | 2x0 Relatório (21–18, 21–17)        | AlemanhaNils Ehlers · Clemens Wickler             |
| Challenge de Xiamen Xiamen, China De 24 a 28 de abril de 2024                                   | ChileMarco Grimalt · Esteban Grimalt            | 2x1 Relatório (17–21, 21–18, 15–9)  | FrançaYoussef Krou · Arnaud Gauthier-Rat          | AlemanhaLukas Pfretzschner · Sven Winter          | 2x1 Relatório (15–21, 21–15, 15–13) | Estados UnidosMiles Evans · Chase Budinger        |
| Brasília Elite 16 Brasília, Brasil De 1 a 5 de maio de 2024                                     | BrasilEvandro Gonçalves · Arthur Lanci          | 2x1 Relatório (17–21, 23–21, 15–9)  | Países BaixosSteven van de Velde · Matthew Immers | BrasilGeorge Wanderley · André Stein              | 2x1 Relatório (17–21, 21–17, 15–12) | AlemanhaNils Ehlers · Clemens Wickler             |
| Future de Pingtan Fuzhou, China De 8 a 12 de maio de 2024                                       | BrasilPedro Oliveira · Henrique Camboim         | 2x1 Relatório (21–12, 13–21, 15–11) | CanadáJake MacNeil · Alexander Russell            | AustráliaJack Pearse · Paul Burnett               | 2x0 Relatório (21–12, 21–13)        | IsraelRiver Day · Idan Katriel                    |
| Future de Madrid Madrid, Espanha De 9 a 12 de maio de 2024                                      | ItáliaDavis Krumins · Marco Caminati            | 2x0 Relatório (21–17, 21–17)        | DinamarcaMads Møllgaard · Nicolai Overgaard       | PolóniaMaciej Rudoł · Filip Lejawa                | 2x1 Relatório (17–21, 21–17, 15–12) | FrançaElouan Chouikh-Barbez · Tom Altwies         |
| Future de Wuhan Wuhan, China De 15 a 19 de maio de 2024                                         | IndonésiaBintang Akbar · Sofyan Rachman         | 2x1 Relatório (16–21, 21–19, 15–11) | BrasilPedro Oliveira · Henrique Camboim           | AustráliaJack Pearse · Paul Burnett               | 2x0 Relatório (21–16, 23–21)        | CanadáJake MacNeil · Alexander Russell            |
| Future de Cervia Cervia, Itália De 16 a 19 de maio de 2024                                      | ItáliaGianluca Dal Corso · Marco Viscovich      | 2x0 Relatório (21–17, 21–11)        | AlemanhaPaul Henning · Bennet Poniewaz            | FrançaCalvin Ayé · Quincy Ayé                     | 2x0 Relatório (24–22, 21–19)        | Suíça Yves Haussener · Julian Friedli             |
| Espinho Elite 16 , Espinho, Portugal De 22 a 26 de maio de 2024                                 | SuéciaDavid Åhman · Jonatan Hellvig             | 2x0 Relatório (21–16, 21–13)        | AlemanhaNils Ehlers · Clemens Wickler             | BrasilGeorge Wanderley · André Stein              | 2x0 Relatório (21–15, 30–28)        | Países BaixosSteven van de Velde · Matthew Immers |
| Future de Battipaglia Battipaglia, Itália De 23 a 26 de maio de 2024                            | Estados UnidosHagen Smith · Logan Webber        | 2x0 Relatório (21–18, 21–15)        | ItáliaGianluca Dal Corso · Marco Viscovich        | AlemanhaJonas Sagstetter · Maximilian Just        | 2x1 Relatório (18–21, 21–14, 15–11) | ItáliaDavide Benzi · Carlo Bonifazi               |
| Future de Spiez Spiez, Suíça De 29 de maio a 2 de junho de 2024                                 | Suíça Yves Haussener · Julian Friedli           | 2x1 Relatório (18–21, 21–19, 15–10) | Suíça Quentin Métral · Jonathan Jordan            | Suíça Mirco Gerson · Luc Flückiger                | 2x0 Relatório (21–18, 21–15)        | SérviaĐorđe Klašnić · Marko Makarić               |
| Challenge de Stare Jabłonki Stare Jabłonki, Polônia De 30 de maio a 2 de junho de 2024          | ChéquiaOndřej Perušič · David Schweiner         | 2x1 Relatório (21–17, 17–21, 15–11) | CubaNoslen Díaz · Jorge Alayo                     | Países BaixosStefan Boermans · Yorick de Groot    | 2x0 Relatório (21–12, 21–10)        | ArgentinaNicolás Capogrosso · Tomás Capogrosso    |
| Ostrava Elite 16 Ostrava, Chéquia De 5 a 9 de junho de 2024                                     | SuéciaDavid Åhman · Jonatan Hellvig             | 2x0 Relatório (21–19, 21–18)        | Países BaixosStefan Boermans · Yorick de Groot    | Estados UnidosMiles Partain · Andrew Benesh       | 2x0 Relatório (21–15, 21–14)        | NoruegaAnders Mol · Christian Sørum               |
| Future de Cracóvia Cracóvia, Polônia De 6 a 9 de junho de 2024                                  | AlemanhaRobin Sowa · Maximilian Just            | 2x0 Relatório (21–8, 21–13)         | PolóniaJakub Krzemiński · Szymon Pietraszek       | BélgicaLouis Vandecaveye · Gilles Vandecaveye     | 2x1 Relatório (21–19, 19–21, 15–11) | ItáliaManuel Alfieri · Tiziano Andreatta          |
| Future de Sveti Vlas Sveti Vlas, Bulgária De 6 a 9 de junho de 2024                             | ÁustriaChristoph Dressler · Maximilian Trummer  | 2x0 Relatório (21–18, 21–16)        | Países BaixosMees Sengers · Dirk Boehlé           | Estados UnidosHagen Smith · Logan Webber          | 2x0 Relatório (21–15, 21–16)        | ÁustriaFlorian Schnetzer · Lorenz Petutschnig     |
| Future de Ios Ios, Grécia De 19 a 22 de junho de 2024                                           | IsraelEylon Elazar · River Day                  | 2x1 Relatório (14–21, 21–17, 15–9)  | AlemanhaJonas Sagstetter · Benedikt Sagstetter    | LetôniaArdis Bedrītis · Arturs Rinkēvičs          | 2x0 Relatório (21–13, 21–16)        | GréciaStavros Ntallas · Dimitrios Chatzinikolaou  |
| Future de Genebra Genebra, Suíça De 20 a 23 de junho de 2024                                    | FrançaArthur Canet · Téo Rotar                  | 2x0 Relatório (21–17, 21–13)        | Suíça Quentin Métral · Jonathan Jordan            | Suíça Yves Haussener · Julian Friedli             | 2x0 Relatório (21–14, 21–15)        | FrançaElouan Chouikh-Barbez · Tom Altwies         |
| Future de Messina Messina, Itália De 21 a 23 de junho de 2024                                   | AlemanhaRobin Sowa · Maximilian Just            | 2x1 Relatório (21–18, 18–21, 15–8)  | Países BaixosMees Sengers · Dirk Boehlé           | ItáliaGianluca Dal Corso · Marco Viscovich        | 2x0 Relatório (21–16, 21–16)        | ItáliaDavide Benzi · Carlo Bonifazi               |
| Future de Baden Baden, Áustria De 26 a 30 de junho de 2024                                      | LetôniaKristians Fokerots · Gustavs Auziņš      | 2x0 Relatório (21–19, 21–19)        | ÁustriaTim Berger · Timo Hammarberg               | ÁustriaLaurenz Leitner · Philipp Waller           | 2x0 Relatório (21–15, 21–14)        | AustráliaSolomon Bushby · Ben Hood                |
| Future de Rakvere Rakvere, Estônia De 3 a 6 de julho de 2024                                    | SuéciaJacob Hölting Nilsson · Elmer Andersson   | 2x0 Relatório (21–16, 21–18)        | EstóniaUrmas Piik · Dimitriy Korotkov             | AlemanhaRobin Sowa · Maximilian Just              | 2x0 Relatório (21–0, 21–0)          | EstóniaKusti Nõlvak · Mart Tiisaar                |
| Gstaad Elite 16 Gstaad, Suíça De 3 a 7 de julho de 2024                                         | SuéciaDavid Åhman · Jonatan Hellvig             | 2x0 Relatório (21–18, 21–18)        | BrasilGeorge Wanderley · André Stein              | NoruegaAnders Mol · Christian Sørum               | 2x0 Relatório (20–22, 22–20, 28–26) | ItáliaSamuele Cottafava · Paolo Nicolai           |
| Viena Elite 16 Viena, Áustria De 9 a 14 de julho de 2024                                        | NoruegaAnders Mol · Christian Sørum             | 2x0 Relatório (25–23, 21–12)        | PolóniaMichał Bryl · Bartosz Łosiak               | ChileMarco Grimalt · Esteban Grimalt              | 2x0 Relatório (21–18, 21–16)        | AlemanhaNils Ehlers · Clemens Wickler             |
| Future de Lovaina Lovaina, Bélgica De 18 a 21 de julho de 2024                                  | ChéquiaJakub Šépka · Jiří Sedlák                | 2x0 Relatório (21–15, 21–19)        | LetôniaKristians Fokerots · Gustavs Auziņš        | ÁustriaTim Berger · Timo Hammarberg               | 2x0 Relatório (21–9, 21–17)         | EspanhaJavier Huerta · Alejandro Huerta           |
| Future de Bruxelas Bruxelas, Bélgica De 2 a 4 de agosto de 2024                                 | ÁustriaChristoph Dressler · Tim Berger          | 2x1 Relatório (18–21, 21–19, 15–12) | IsraelEylon Elazar · Kevin Cuzmiciov              | PolóniaPiotr Janiak · Jędrzej Brożyniak           | 2x0 Relatório (23–21, 21–16)        | ÁustriaPaul Pascariuc · Laurenz Leitner           |
| Hamburgo Elite 16 Hamburgo, Alemanha De 21 a 25 de agosto de 2024                               | NoruegaAnders Mol · Christian Sørum             | 2x0 Relatório (21–15, 21–11)        | EspanhaPablo Herrera · Adrián Gavira              | Países BaixosSteven van de Velde · Matthew Immers | 2x0 Relatório (21–18, 21–13)        | ItáliaSamuele Cottafava · Paolo Nicolai           |
| Future de Brno Brno, Chéquia De 23 a 25 de agosto de 2024                                       | ChéquiaOndřej Perušič · David Schweiner         | 2x1 Relatório (19–21, 21–16, 15–7)  | ChéquiaAdam Waber · Matyáš Ježek                  | SuéciaJacob Hölting Nilsson · Elmer Andersson     | 2x0 Relatório (21–19, 21–11)        | EspanhaJavier Huerta · Alejandro Huerta           |
| Future de Halifax Halifax, Canadá De 23 a 25 de agosto de 2024                                  | InglaterraFrederick Bialokoz · Issa Batrane     | 2x0 Relatório (21–14, 21–19)        | CanadáSteven Abrams · Jonathan Pickett            | Estados UnidosGarrett Peterson · Caleb Kwekel     | 2x1 Relatório (21–17, 14–21, 15–11) | Estados UnidosJake Urrutia · James Drost          |
| Future de Corigliano-Rossano Corigliano-Rossano, Itália De 30 de agosto a 1 de setembro de 2024 | ItáliaGianluca Dal Corso · Marco Viscovich      | 2x0 Relatório (21–14, 22–20)        | LetôniaMihails Samoilovs · Arnis Reliņš           | ItáliaTobia Marchetto · Jakob Windisch            | 2x0 Relatório (24–22, 21–17)        | ArgentinaRamiro Sancer · Julián Azaad             |
| Future de Varsóvia Varsóvia, Polônia De 30 de agosto a 1 de setembro de 2024                    | ÁustriaLaurenz Leitner · Paul Pascariuc         | 2x1 Relatório (13–21, 21–15, 15–13) | SuéciaStefan Andreasson · Anton Andersson         | InglaterraFrederick Bialokoz · Issa Batrane       | 2x1 Relatório (21–16, 19–21, 15–12) | LituâniaRobert Juchnevič · Artūr Vasiljev         |
| Future de Qidong Qidong, China De 5 a 9 de setembro de 2024                                     | LetôniaToms Emīls Liepa · Ernests Puškundzis    | 2x1 Relatório (21–19, 11–21, 15–12) | TailândiaDunwinit Kaewsai · Banlue Nakprakhong    | AlemanhaNiklas Held · Hennes Nissen               | 2x0 Relatório (21–18, 21–13)        | HungriaTari Bence · Ákos Veress                   |
| Future de Bujumbura Bujumbura, Burundi De 12 a 14 de setembro de 2024                           | BélgicaKyan Vercauteren · Joppe van Langendonck | 2x0 Relatório (21–18, 21–12)        | HungriaBoldizsár Borbély · Lukas Niemeier         | AlemanhaMalte Höppner · Moritz Camp               | 2x0 [23–21, 21–18)                  | EslovêniaDanijel Pokeršnik · Nejc Zemljak         |
| Future de Qingdao Qingdao, China De 12 a 15 de setembro de 2024                                 | HungriaDomonkos Dóczi · Bence Attila Stréli     | 2x1 Relatório (23–25, 21–18, 18–16) | AustráliaJoshua Howat · Luke Ryan                 | TailândiaNetitorn Muneekul · Poravid Taovato      | 2x0 Relatório (21–14, 21–11)        | ChinaWang Yanwei · Du Hongjun                     |
| Future de Balıkesir Balıkesir, Turquia De 20 a 22 de setembro de 2024                           | ItáliaManuel Alfieri · Tiziano Andreatta        | 2x0 Relatório (21–19, 21–17)        | ItáliaEnrico Rossi · Marco Caminati               | NoruegaEven Stray Aas · Jo Sunde                  | 2x0 Relatório (21–17, 21–15)        | NoruegaMarkus Mol · Adrian Mol                    |
| João Pessoa Elite 16 João Pessoa, Brasil De 17 a 20 de outubro de 2024                          | NoruegaAnders Mol · Christian Sørum             | 2x1 Relatório (25–27, 21–17, 19–17) | CatarCherif Younousse · Ahmed Tijan               | SuéciaDavid Åhman · Jonatan Hellvig               | 2x1 Relatório (19–21, 21–18, 15–11) | ArgentinaNicolás Capogrosso · Tomás Capogrosso    |
| Rio de Janeiro Elite 16 Rio de Janeiro, Brasil De 6 a 10 de novembro de 2024                    | InglaterraJavier Bello · Joaquin Bello          | 2x1 Relatório (22–24, 30–28, 15–13) | ArgentinaNicolás Capogrosso · Tomás Capogrosso    | LetôniaMārtiņš Pļaviņš · Kristians Fokerots       | 2x1 Relatório (21–18, 13–21, 15–11) | NoruegaAnders Mol · Christian Sørum               |
| Challenge de Haikou Haikou, China De 14 a 17 de novembro de 2024                                | Estados UnidosEvan Cory · Cody Caldwell         | 2x0 Relatório (23–21, 23–21)        | AustráliaThomas Hodges · Zachery Schubert         | ItáliaGianluca Dal Corso · Marco Viscovich        | 2x0 Relatório (21–19, 21–19)        | AlemanhaPhilipp Huster · Maximilian Just          |
| Challenge de Chennai Chennai, Índia De 21 a 24 de novembro de 2024                              | SuéciaJacob Hölting Nilsson · Elmer Andersson   | 2x0 Relatório (21–18, 21–18)        | Países BaixosLeon Luini · Ruben Penninga          | ÁustriaPhilipp Waller · Timo Hammarberg           | 2x0 Relatório (21–18, 21–15)        | AustráliaThomas Hodges · Zachery Schubert         |
| Challenge de Nuvali Santa Rosa (Laguna), Filipinas De 28 de novembro a 1 de dezembro de 2024    | SuéciaJacob Hölting Nilsson · Elmer Andersson   | 2x0 Relatório (21–17, 21–16)        | AlemanhaPaul Henning · Lui Wüst                   | InglaterraJavier Bello · Joaquin Bello            | 2x1 Relatório (21–18, 17–21, 15–12) | ÁustriaPhilipp Waller · Timo Hammarberg           |
| Finais do Circuito Mundial Doha, Catar De 4 a 7 de dezembro de 2024                             | NoruegaAnders Mol · Christian Sørum             | 2x0 Relatório (21–18, 22–20)        | SuéciaDavid Åhman · Jonatan Hellvig               | CatarCherif Younousse · Ahmed Tijan               | 2x1 Relatório (18-21, 21-15, 17-15) | Países BaixosStefan Boermans · Yorick de Groot    |
| Future de Maricá Maricá, Brasil De 5 a 8 de dezembro de 2024                                    | BrasilIgor Borges · Felipe Alves                | 2x0 Relatório (21–16, 21–14)        | UcrâniaAnton Moiseiev · Vitalii Savvin            | ParaguaiGonzalo Melgarejo · Giuliano Massare      | 2x1 Relatório (21–18, 12–21, 15–13) | BrasilPedro Resende · Johann Dohmann              |
| Future de Pompano Beach Pompano Beach, Estados Unidos De 5 a 8 de dezembro de 2024              | Estados UnidosTimothy Brewster · Logan Webber   | 2x0 Relatório (24–22, 21–16)        | Estados UnidosCaleb Kwekel · Gage Basey           | NoruegaNils Ringøen · Even Stray Aas              | 2x0 Relatório (21–13, 21–17)        | Estados UnidosAlex Ukkelberg · Kevin Coyle        |

### Feminino
| Torneio                                                                                          | Ouro                                              | Placar                              | Prata                                              | Bronze                                             | Placar                                 | Quarto lugar                                         |
| Future de Mollymook Mollymook, Austrália De 27 de fevereiro a 3 de março de 2024.                | AustráliaStefanie Fejes · Jana Milutinovic        | 2x1 Relatório (21–18, 20–22, 15–2)  | JapãoSuzuka Hashimoto · Reika Murakami             | AustráliaJasmine Fleming · Georgia Johnson         | 2x0 Relatório (21–12, 21–13)           | Estados UnidosAlaina Chacon · Mariah Whalen          |
| Doha Elite 16 Doha, Catar De 5 a 9 de de março de 2024                                           | BrasilCarolina Solberg · Bárbara Seixas           | 2x0 Relatório (21–18, 21–18)        | CanadáMelissa Humana-Paredes · Brandie Wilkerson   | Estados UnidosSara Hughes · Kelly Cheng            | 2x0 Relatório (21–15, 21–18)           | LetôniaTīna Graudiņa · Anastasija Samoilova          |
| Future de Mount Maunganui Mount Maunganui, Nova Zelândia De 6 a 10 de março de 2024              | Nova ZelândiaShaunna Polley · Alice Zeimann       | 2x1 Relatório (17–21, 21–19, 15–13) | AustráliaStefanie Fejes · Jana Milutinovic         | Estados UnidosAlaina Chacon · Mariah Whalen        | 2x0 Relatório (21–16, 22–20)           | Estados UnidosAvery Poppinga · Madison Shields       |
| Future de Coolangatta Coolangatta, Austrália De 19 a 24 de março de 2024                         | AustráliaStefanie Fejes · Jana Milutinovic        | 2x0 [ Relatório] (21–17, 21–14)     | Estados UnidosAlaina Chacon · Mariah Whalen        | JapãoSuzuka Hashimoto · Reika Murakami             | 2x0 [ Relatório] (21–14, 21–16)        | Estados UnidosDelaney Peranich · Maya Gessner        |
| Challenge de Recife Recife, Brasil De 21 a 24 de março de 2024                                   | LetôniaTīna Graudiņa · Anastasija Samoilova       | 2x0 Relatório (21–18, 21–17)        | CanadáHeather Bansley · Sophie Bukovec             | LituâniaMonika Paulikienė · Ainė Raupelyté         | 2x1 Relatório (21–14, 17–21, 15–9)     | AlemanhaSandra Ittlinger · Karla Borger              |
| Challenge de Saquarema Saquarema, Brasil De 28 a 31 de março de 2024                             | ChinaXue Chen · Xia Xinyi                         | 2x1 Relatório (23–25, 24–22, 15–11) | AlemanhaLaura Ludwig · Louisa Lippmann             | BrasilTaiana Lima · Talita Antunes                 | 2x1 Relatório (21–16, 18–21, 15–9)     | BrasilHegeile Almeida · Vitória Rodrigues            |
| Future de Pirae Pirae, Taiti De 8 a 12 de abril de 2024                                          | Estados UnidosMolly Shaw · Chloe Loreen           | 2x0 Relatório (21–13, 21–18)        | Estados UnidosKelly Kool · Tiffany Svenssohn       | ChipreErika Nyström · Alexandra Gusarova           | 2x1 Relatório (21–15, 19–21, 15–11)    | FrançaEléonore Johansen · Céline Collette            |
| Challenge de Guadalajara Guadalajara, México De 10 a 14 de abril de 2024                         | Suíça Esmée Böbner · Zoé Vergé-Dépré              | 2x0 Relatório (21–12, 21–16)        | BrasilÁgatha Bednarczuk · Rebecca Cavalcante       | CanadáHeather Bansley · Sophie Bukovec             | 2x0 Relatório (21–18, 21–14)           | AlemanhaSandra Ittlinger · Karla Borger              |
| Future de Nuvali Santa Rosa (Laguna), Filipinas De 10 a 14 de abril de 2024                      | AlemanhaChenoa Christ · Anna-Lena Grüne           | 2x1 Relatório (21–12, 13–21, 15–12) | Estados UnidosAlaina Chacon · Mariah Whalen        | JapãoRiko Tsujimura · Takemi Nishibori             | 2x1 Relatório (14–21, 21–15, 15–12)    | Nova ZelândiaDanielle Quigley · Olivia MacDonald     |
| Tepic Elite 16 Tepic, México De 16 a 21 de abril de 2024                                         | Suíça Tanja Hüberli · Nina Brunner                | 2x1 Relatório (21–14, 19–21, 19–17) | Países BaixosKatja Stam · Raïsa Schoon             | BrasilCarolina Solberg · Bárbara Seixas            | 2x1 Relatório (22–20, 21–23, 25–23)    | ItáliaValentina Gottardi · Marta Menegatti           |
| Challenge de Xiamen Xiamen, China De 24 a 28 de abril de 2024                                    | AlemanhaSandra Ittlinger · Karla Borger           | 2x0 Relatório (22–20, 21–14)        | Suíça Anouk Vergé-Dépré · Joana Mäder              | EspanhaDaniela Álvarez · Tania Moreno              | 2x0 Relatório (21–16, 21–16)           | LituâniaAinė Raupelyté · Monika Paulikienė           |
| Brasília Elite 16 Brasília, Brasil De 1 a 5 de maio de 2024                                      | BrasilAna Patrícia Ramos · Duda Lisboa            | 2x0 Relatório (21–17, 21–14)        | Estados UnidosKristen Nuss · Taryn Kloth           | Suíça Esmée Böbner · Zoé Vergé-Dépré               | 2x1 Relatório (21–15, 13–21, 15–9)     | Países BaixosKatja Stam · Raïsa Schoon               |
| Future de Pingtan Fuzhou, China De 8 a 12 de maio de 2024                                        | ChinaBai Bing · Wang Fan                          | 2x1 Relatório (24–22, 15–21, 15–13) | ItáliaMargherita Bianchin · Claudia Scampoli       | BrasilJulhia Perandre · Marcela Mattoso            | 2x0 Relatório (21–12, 21–18)           | VanuatuLinline Matauatu · Majabelle Lawac            |
| Future de Wuhan Wuhan, China De 15 a 19 de maio de 2024                                          | ChinaYan Xu · Zhou Mingli                         | 2x0 Relatório (21–18, 21–18)        | ChinaJiang Kaiyue · Yuan Lvwen                     | ChinaWang Xinxin · Xing Jiayi                      | 2x1 Relatório (16–21, 22–20, 15–10)    | IndonésiaNur Sari · Desi Ratnasari                   |
| Future de Cervia Cervia, Itália De 16 a 19 de maio de 2024                                       | ItáliaMargherita Bianchin · Claudia Scampoli      | 2x0 Relatório (21–19, 21–19)        | ParaguaiMichelle Valiente · Giuliana Poletti       | ItáliaReka Orsi Toth · Giada Bianchi               | 2x1 Relatório (21–17, 18–21, 15–12)    | AustráliaJasmine Fleming · Jana Milutinovic          |
| Future de Madrid Madrid, Espanha De 16 a 19 de maio de 2024                                      | PolóniaJagoda Gruszczyńska · Aleksandra Wachowicz | 2x0 Relatório (21–14, 21–13)        | UcrâniaValentyna Davidova · Anhelina Khmil         | BélgicaSarah Cools · Lisa van den Vonder           | 2x0 Relatório (21–16, 21–15)           | LetôniaLīva Ēbere · Deniela Konstantinova            |
| Espinho Elite 16 Espinho, Portugal De 22 a 26 de maio de 2024                                    | Estados UnidosKristen Nuss · Taryn Kloth          | 2x1 Relatório (17–21, 28–26, 15–10) | Suíça Tanja Hüberli · Nina Brunner                 | Países BaixosKatja Stam · Raïsa Schoon             | 2x0 Relatório (21–18, 21–12)           | EspanhaDaniela Álvarez · Tania Moreno                |
| Future de Battipaglia Battipaglia, Itália De 23 a 26 de maio de 2024                             | ParaguaiMichelle Valiente · Giuliana Poletti      | 2x0 Relatório (24–22, 21–12)        | ItáliaReka Orsi Toth · Giada Bianchi               | ItáliaRachele Mancinelli · Aurora Mattavelli       | 2x0 Relatório (21–19, 21–7)            | AlemanhaJulia Sude · Lea Kunst                       |
| Future de Spiez Spiez, Suíça De 29 de maio a 2 de junho de 2024                                  | Países BaixosBrecht Piersma · Wies Bekhuis        | 2x0 Relatório (21–19, 21–14)        | ChéquiaMarkéta Sluková · Karin Žolnerčíková        | EstóniaEva Liisa Kuivonen · Liisa-Lotta Jürgenson  | 2x0 Relatório (21–18, 21–15)           | Suíça Annique Niederhauser · Leona Kernen            |
| Challenge de Stare Jabłonki Stare Jabłonki, Polônia De 30 de maio a 2 de junho de 2024           | ChinaXue Chen · Xia Xinyi                         | 2x0 Relatório (21–16, 22–20)        | LetôniaTīna Graudiņa · Anastasija Samoilova        | EspanhaLiliana Fernández · Paula Soria             | 2x0 Relatório (21–0, 21–0)             | CanadáHeather Bansley · Sophie Bukovec               |
| Ostrava Elite 16 Ostrava, Chéquia De 5 a 9 de junho de 2024                                      | Estados UnidosSara Hughes · Kelly Cheng           | 2x1 Relatório (21–13, 21–23, 15–12) | CanadáMelissa Humana-Paredes · Brandie Wilkerson   | LetôniaTīna Graudiņa · Anastasija Samoilova        | 2x0 Relatório (21–18, 21–19)           | BrasilAna Patrícia Ramos · Duda Lisboa               |
| Future de Sveti Vlas Sveti Vlas, Bulgária De 6 a 9 de junho de 2024                              | Estados UnidosCarly Kan · Madelyne Anderson       | 2x1 Relatório (24–22, 17–21, 15–8)  | Países BaixosBrecht Piersma · Wies Bekhuis         | Estados UnidosKennedy Coakley · Brooke Sweat       | 2x1 Relatório (21–10, 17–21, 15–10)    | FrançaElsa Descamps · Marine Kinna                   |
| Future de Cracóvia Cracóvia, Polônia De 13 a 16 de junho de 2024                                 | AustráliaStefanie Fejes · Georgia Johnson         | 2x1 Relatório (17–21, 21–11, 15–9)  | PolóniaMałgorzata Ciężkowska · Urszula Łunio       | Estados UnidosKennedy Coakley · Brooke Sweat       | 2x0 Relatório (21–17, 21–14)           | Estados UnidosMadison Shields · Delaney Peranich     |
| Future de Ios Ios, Grécia De 19 a 22 de junho de 2024                                            | AlemanhaJulia Sude · Lea Kunst                    | 2x0 Relatório (21–15, 21–19)        | AustráliaStefanie Fejes · Georgia Johnson          | UcrâniaMaryna Hladun · Tetiana Lazarenko           | 2x0 Relatório (21–16, 21–13)           | Estados UnidosMadison Shields · Delaney Peranich     |
| Future de Messina Messina, Itália De 20 a 23 de junho de 2024                                    | AlemanhaAnna-Lena Grüne · Chenoa Christ           | 2x0 Relatório (21–13, 21–13)        | AlemanhaMargareta Kozuch · Sarah Schneider         | ItáliaReka Orsi Toth · Giada Bianchi               | 2x0 Relatório (21–19, 21–17)           | EstóniaHeleene Hollas · Liisa Remmelg                |
| Future de Baden Baden, Áustria De 26 a 30 de junho de 2024                                       | BélgicaSarah Cools · Lisa van den Vonder          | 2x1 Relatório (19–21, 21–15, 17–15) | EstóniaHeleene Hollas · Liisa Remmelg              | UcrâniaMaryna Hladun · Tetiana Lazarenko           | 2x0 Relatório (21–15, 21–18)           | ChéquiaValerie Dvorníková · Anna Pospíšilová         |
| Future de Rakvere Rakvere, Estônia De 3 a 6 de julho de 2024                                     | AlemanhaAnna-Lena Grüne · Chenoa Christ           | 2x1 Relatório (15–21, 21–14, 15–12) | UcrâniaMaryna Hladun · Tetiana Lazarenko           | LituâniaDanielė Kvedaraitė · Jekaterina Kovalskaja | 2x0 Relatório (21–0, 21–0)             | AlemanhaMelanie Paul · Hanna-Marie Schieder          |
| Gstaad Elite 16 Gstaad, Suíça De 3 a 7 de julho de 2024                                          | Estados UnidosKristen Nuss · Taryn Kloth          | 2x1 Relatório (19–21, 21–15, 15–11) | Estados UnidosTerese Cannon · Megan Kraft          | LetôniaTīna Graudiņa · Anastasija Samoilova        | 2x0 Relatório (21–16, 21–10)           | BrasilÁgatha Bednarczuk · Rebecca Cavalcante         |
| Viena Elite 16 Viena, Áustria De 09 a 14 de julho de 2024                                        | AlemanhaSvenja Müller · Cinja Tillmann            | 2x0 Relatório (21–14, 21–18)        | Suíça Anouk Vergé-Dépré · Joana Mäder              | Estados UnidosTerese Cannon · Megan Kraft          | 2x0 Relatório (21–16, 22–20)           | BrasilÁgatha Bednarczuk · Rebecca Cavalcante         |
| Future de Lovaina Lovaina, Bélgica De 19 a 21 de julho de 2024                                   | BélgicaLexy Denaburg · Deahna Kraft               | 2x0 Relatório (21–19, 21–16)        | Países BaixosLisa Luini · Desy Poiesz              | BélgicaSarah Cools · Lisa van den Vonder           | 2x0 Relatório (22–20, 21–16)           | Estados UnidosMadelyne Anderson · Brook Bauer        |
| Future de Bruxelas Bruxelas, Bélgica De 02 a 04 de agosto de 2024                                | FinlândiaNiina Ahtiainen · Taru Lahti             | 2x0 Relatório (21–19, 21–19)        | AlemanhaJanne Uhl · Paula Schürholz                | BélgicaSarah Cools · Lisa van den Vonder           | 2x0 Relatório (23–21, 21–15)           | AlemanhaSandra Ittlinger · Kim van de Velde          |
| Hamburgo Elite 16 Hamburgo, Alemanha De 22 a 25 de agosto de 2024                                | Suíça Tanja Hüberli · Nina Brunner                | 2x1 Relatório (21–18, 18–21, 18–16) | AlemanhaSvenja Müller · Cinja Tillmann             | BrasilThâmela Coradello · Victória Tosta           | 2x0 Relatório (21–19, 21–19)           | ItáliaValentina Gottardi · Marta Menegatti           |
| Future de Brno Brno, Chéquia De 23 a 25 de agosto de 2024                                        | ChéquiaKylie Neuschaeferová · Markéta Svozilová   | 2x0 Relatório (21–17, 21–11)        | BrasilJuliana Simões · Caroline Goerl              | ChéquiaBarbora Hermannová · Marie-Sára Štochlová   | 2x0 Relatório (21–10, 21–11)           | ChéquiaMiroslava Dunárová · Daniela Mokrá            |
| Future de Halifax Halifax, Canadá De 22 a 25 de agosto de 2024                                   | Estados UnidosMadelyne Anderson · Brook Bauer     | 2x1 Relatório (21–18, 17–21, 17–15) | CanadáMarie-Alex Bélanger · Lea Monkhouse          | CanadáKayla Law-Heese · Ruby Sorra                 | 2x0 Relatório (19–21, 21–17, 15–12)    | ChéquiaKaterina Pavelková · Anna Pavelková           |
| Future de Corigliano-Rossano Corigliano-Rossano, Itália De 30 de agosto a 01 de setembro de 2024 | ItáliaReka Orsi Toth · Giada Bianchi              | 2x0 Relatório (21–17, 25–23)        | ItáliaEleonora Sestini · Erika Ditta               | ItáliaValentina Calì · Jessica Allegretti          | 2x0 Relatório (21–15, 20–22, 15–10)    | LetôniaMarta Ozoliņa · Luize Skrastiņa               |
| Future de Qidong Qidong, China De 5 a 9 de setembro de 2024                                      | ChinaZhou Mingli · Yan Xu                         | 2x1 Relatório (21–16, 11–21, 15–12) | ChinaJiang Kaiyue · Yu Tong                        | JapãoAsami Shiba · Saki Maruyama                   | 2x0 Relatório (23–21, 18–21, 15–12)    | ChinaWang Jing · Liang Yunjia                        |
| Future de Varsóvia Varsóvia, Polônia De 06 a 08 de setembro de 2024                              | UcrâniaYeva Serdiuk · Daria Romaniuk              | 2x0 [ Relatório] (21–12, 21–14)     | PolóniaAleksandra Wachowicz · Julia Radelczuk      | LituâniaDanielė Kvedaraitė · Jekaterina Kovalskaja | 2x1 [ Relatório] (21–17, 17–21, 15–12) | UcrâniaInna Makhno · Sofiia Rylova                   |
| Future de Bujumbura Bujumbura, Burundi De 12 a 14 de setembro de 2024                            | JapãoMiharu Kashihara · Izumi Ishihara            | 2x0 Relatório (21–17, 23–21)        | Estados UnidosKelly Kool · Tiffany Svenssohn       | GréciaElisavet Triantafillidi · Dimitra Manavi     | 2x0 Relatório (21–9, 21–12)            | BurundiPamella Irakoze · Emmanuelie Ndayikengurukiye |
| Future de Qingdao Qingdao, China De 13 a 15 de setembro de 2024                                  | ChinaWang Jingzhe · Aheidan Mushajiang            | 2x0 Relatório (23–21, 21–17)        | ChinaJiang Kaiyue · Yu Tong                        | JapãoAsami Shiba · Chika Nakagawa                  | 2x1 Relatório (17–21, 21–16, 15–13)    | ChinaHan Wenqin · Siyu Qi                            |
| Future de Castelló de la Plana Castelló de la Plana, Espanha De 19 a 21 de setembro de 2024      | Estados UnidosMadelyne Anderson · Brook Bauer     | 2x1 Relatório (19–21, 23–21, 15–9)  | FrançaElsa Descamps · Romane Sobezalz              | Países BaixosLisa Luini · Desy Poiesz              | 2x1 Relatório (14–21, 21–18, 15–9)     | Suíça Menia Bentele · Muriel Bossart                 |
| Future de Baliquesir Baliquesir, Turquia De 20 a 22 de setembro de 2024                          | UcrâniaYeva Serdiuk · Daria Romaniuk              | 2x1 Relatório (24–26, 21–16, 28–26) | FrançaHeleene Hollas · Liisa Remmelg               | ÁustriaFranziska Friedl · Lia Berger               | 2x1 Relatório (18–21, 21–14, 16–14)    | ChéquiaValerie Dvorníková · Anna Pospíšilová         |
| João Pessoa Elite 16 João Pessoa, Brasil De 17 a 20 de outubro de 2024                           | BrasilThâmela Coradello · Victória Tosta          | 2x0 Relatório (21–14, 21–14)        | BrasilTaiana Lima · Talita Antunes                 | Estados UnidosKimberly Hildreth · Teegan Van Gunst | 2x0 Relatório (21–18, 21–14)           | Estados UnidosDeahna Kraft · Lexy Denaburg           |
| Rio de Janeiro Elite 16 Rio de Janeiro, Brasil De 07 a 10 de novembro de 2024                    | BrasilCarolina Solberg · Bárbara Seixas           | 2x0 Relatório (21–17, 21–18)        | Estados UnidosTerese Cannon · Megan Kraft          | BrasilThâmela Coradello · Victória Tosta           | 2x0 Relatório (21–19, 21–16)           | AlemanhaSandra Ittlinger · Kim van de Velde          |
| Challenge de Haikou Haikou, China De 07 a 10 de novembro de 2024                                 | ChinaXue Chen · Zeng Jinjin                       | 2x0 Relatório (21–15, 21–15)        | Estados UnidosMolly Shaw · Toni Rodriguez          | FrançaLézana Placette · Alexia Richard             | 2x1 Relatório (17–21, 21–19, 15–11)    | ChinaWang Xinxin · Dong Jie                          |
| Challenge de Chennai Chennai, Índia De 21 a 24 de novembro de 2024                               | UcrâniaMaryna Hladun · Tetiana Lazarenko          | 2x0 Relatório (23–21, 21–17)        | Estados UnidosHailey Harward · Kylie Kuyava-DeBerg | Estados UnidosMolly Shaw · Toni Rodriguez          | 2x1 Relatório (21–11, 20–22, 15–8)     | LituâniaMonika Paulikienė · Ainė Raupelyté           |
| Challenge de Nuvali Santa Rosa (Laguna), Filipinas De 28 de novembro a 1 de dezembro de 2024     | Estados UnidosMolly Shaw · Toni Rodriguez         | 2x1 Relatório (24–22, 17–21, 15–10) | Países BaixosNoa Sonnevill · Brecht Piersma        | AlemanhaSandra Ittlinger · Kim van de Velde        | 2x0 Relatório (21–18, 21–16)           | PolóniaMałgorzata Ciężkowska · Urszula Łunio         |
| Finais do Circuito Mundial Doha, Catar De 4 a 7 de dezembro de 2024                              | Estados UnidosKristen Nuss · Taryn Kloth          | 2x0 Relatório (21–91, 21–17)        | Estados UnidosTerese Cannon · Megan Kraft          | LetôniaTīna Graudiņa · Anastasija Samoilova        | 2x0 Relatório (24-22, 21-16)           | ChinaXue Chen · Xia Xinyi                            |
| Future de Maricá Maricá, Brasil De 5 a 8 de dezembro de 2024                                     | BrasilVerena Figueira · Kyce Martins              | 2x0 Relatório (21–13, 21–15)        | BrasilFlávia Moura · Fabrine Conceição             | BrasilEmanuely Pereira · Quemile Vieira            | 2x1 Relatório (19–21, 27–25, 15–10)    | BrasilCarolina Sallaberry · Marcela Mattoso          |
| Future de Pompano Beach Pompano Beach, Estados Unidos De 5 a 8 de dezembro de 2024               | Estados UnidosKimberly Hildreth · Xolani Hodel    | 2x0 Relatório (21–19, 21–15)        | Estados UnidosMadison Shields · Avery Poppinga     | Estados UnidosDevon Newberry · Jaden Whitmarsh     | 2x0 Relatório (21–17, 21–6)            | BélgicaInès Piret · Youna Coens                      |

## Quadro de medalhas
| Ordem | País           | Medalha de ouro | Medalha de prata | Medalha de bronze | Total |
| ----- | -------------- | --------------- | ---------------- | ----------------- | ----- |
| 1     | Estados Unidos | 16              | 12               | 13                | 41    |
| 2     | Brasil         | 10              | 7                | 9                 | 26    |
| 3     | Alemanha       | 8               | 9                | 6                 | 23    |
| 4     | Suécia         | 7               | 3                | 2                 | 12    |
| 5     | China          | 7               | 3                | 1                 | 11    |
| 6     | Itália         | 6               | 5                | 7                 | 18    |
| 7     | Chéquia        | 5               | 2                | 1                 | 8     |
| 8     | Austrália      | 4               | 7                | 3                 | 14    |
| 9     | Suíça          | 4               | 5                | 3                 | 12    |
| 10    | Noruega        | 4               | 0                | 4                 | 8     |
| 11    | Letônia        | 3               | 3                | 6                 | 12    |
| 12    | Ucrânia        | 3               | 3                | 3                 | 9     |
| 13    | Áustria        | 3               | 1                | 4                 | 8     |
| 14    | Países Baixos  | 2               | 9                | 4                 | 15    |
| 15    | Bélgica        | 2               | 0                | 4                 | 6     |
| 16    | Inglaterra     | 2               | 0                | 3                 | 5     |
| 17    | Nova Zelândia  | 2               | 0                | 1                 | 3     |
| 18    | Canadá         | 1               | 6                | 2                 | 9     |
| 19    | Polónia        | 1               | 4                | 2                 | 7     |
| 20    | Japão          | 1               | 2                | 4                 | 7     |
| 21    | França         | 1               | 2                | 3                 | 6     |
| 22    | Paraguai       | 1               | 1                | 1                 | 3     |
| 23    | Hungria        | 1               | 1                | 0                 | 2     |
| 23    | Israel         | 1               | 1                | 0                 | 2     |
| 25    | Chile          | 1               | 0                | 1                 | 2     |
| 26    | Indonésia      | 1               | 0                | 0                 | 1     |
| 26    | Finlândia      | 1               | 0                | 0                 | 1     |
| 28    | Cuba           | 0               | 3                | 1                 | 4     |
| 28    | Estónia        | 0               | 3                | 1                 | 4     |
| 30    | Espanha        | 0               | 1                | 2                 | 3     |
| 31    | Tailândia      | 0               | 1                | 1                 | 2     |
| 31    | Catar          | 0               | 1                | 1                 | 2     |
| 33    | Dinamarca      | 0               | 1                | 0                 | 1     |
| 33    | Filipinas      | 0               | 1                | 0                 | 1     |
| 33    | Argentina      | 0               | 1                | 0                 | 1     |
| 36    | Lituânia       | 0               | 0                | 3                 | 3     |
| 37    | Chipre         | 0               | 0                | 1                 | 1     |
| 37    | Grécia         | 0               | 1                | 0                 | 1     |
|       |                | 94              | 94               | 94                | 282   |